# Mstislav Keldyš
Mstislav Vsevolodovič Keldyš (28. lednajul./ 10. února 1911greg., Riga – 24. června 1978, Moskva) byl význačný sovětský vědec, matematik, fyzik a pedagog, v letech 1961–1975 předseda Akademie věd SSSR, jeden z hlavních teoretiků sovětského kosmického programu, blízký spolupracovník Sergeje Koroljova, profesor Moskevské univerzity, člen ústředního výboru Komunistické strany Sovětského svazu, od roku 1962 také poslanec Nejvyššího sovětu SSSR.

## Životopis
Narodil se v lotyšské Rize do ruské šlechtické rodiny. V roce 1915 byla jeho rodina, kvůli probíhající první světové válce, donucena přestěhovat se do Moskvy.
Zpočátku měl problémy dostat se na studia kvůli svému šlechtickému původu, několik členů jeho rodiny se také stalo obětí velkých sovětských represí ve 30. letech 20. století. On sám nakonec úspěšně vystudoval fyziku a matematiku na Moskevské státní univerzitě, toto studium ukončil 24. července 1931. Poté pracoval v Ústředním aerodynamickém institutu SSSR, kde se věnoval práci na studiu a popisu nežádoucích oscilací při letu u leteckých podvozků a předních částí trupů letounů a jimi vyvolaných autodestrukci, které tehdy byly příčinou celé řady tehdejších leteckých katastrof.
V roce 1937, ve svých 26 letech, se stal doktorem věd a profesorem Moskevské univerzity. V roce 1943 se stal členem-korespondentem Akademie věd SSSR a ředitelem jeho 1. výzkumného ústavu na Odboru leteckého průmyslu, v roce 1946 byl jmenován akademikem, Později vedl Ústav aplikované mechaniky (v roce 1966 se z něj stal Institut aplikované mechaniky, dnes pojmenovaný po něm) a Steklovův matematický ústav. V letech 1961–1975 působil ve funkci prezidenta Akademie věd Sovětského svazu. Byl členem celé řady zahraničních akademií věd (československé, polské, rumunské, mongolské, maďarské, německé, saské). Byl i čestným členem Americké akademie umění a věd a britské Královské akademie v Edinburghu.
Zabýval se zejména aerodynamikou a hydrodynamikou, stal se hlavním teoretikem sovětské kosmonautiky. Teoreticky se zabýval tryskovým pohonem a raketovými motory, nadzvukovou dynamikou proudění plynů, dále také tepelnou fyzikou a technikou proudění kapalin a plynů.
V matematice vytvořil základy teorie aproximací, zde zejména teorií stejnoměrné aproximace funkcí komplexní proměnné mnohočleny a racionálními funkcemi (teorie okrajových vlastností analytických funkcí). Věnoval se i teorii okrajových úloh eliptických rovnic, pracoval také na problémech numerické matematiky.
V roce 1954 společně se Sergejem Koroljovem a Michailem Tichonravovem zaslal dopis sovětské vládě, ve kterém navrhoval vývoj sovětské umělé družice Země, což nakonec vedlo k vypuštění první družice Sputnik 1. V roce 1955 se stal předsedou sovětského výboru pro kosmonautiku při Akademii věd SSSR.
Jeho poslední vědecké práce byly věnovány stavbě raketoplánu Buran.
Zemřel v 67 letech, sovětská vláda mu uspořádala státní pohřeb a byl pohřben u Kremelské zdi na Rudém náměstí v Moskvě.

## Rodina
Pocházel z ruské šlechtické rodiny. Jeho dědeček z matčiny strany Alexander Nikolajevič Skvorcov, byl generálem pěchoty, hrdina z kavkazské války, druhý dědeček Michail Fomič Keldyš (1839–1920) byl armádním lékařem, který to dotáhl až na hodnost generála. Jeho babička Natalia Keldyšová (rozená Brusilovová) byla sestřenice proslulého ruského generála Alexeje Brusilova. Jeho otec Vsevolod Michailovič Keldyš (1878–1965) byl významný vojenský stavbař a armádní pedagog (generálmajor), který se stal jedním z autorů metod pro výpočet pevnosti železobetonu, byl i spoluautorem návrhu projektu Moskevského kanálu a Moskevského metra. Jeho starší sestra Ludmila Keldyšová (1904–1976) byla známá matematička a jeho první učitelka matematiky.
Jeho synovci Leonid Keldyš a Sergej Novikov se stali významnými sovětskými matematiky a fyziky.

## Řády a vyznamenání
- 2× Stalinova cena
- 2× státní cena SSSR
- 7× Leninův řád
- 3× Řád rudého praporu práce SSSR
- Leninova cena
- Velká zlatá medaile Michaila Lomonosova
- Zlatá medaile K. E. Ciolkovského
- 3× hrdina socialisticlé práce Sovětského svazu
- Akademik (Finsko)
- řada dalších zahraničních medailí a vyznamenání

## Sochy a památky
- památník a socha v Rize, pamětní deska na jeho rodném doně, Litva
- socha v Moskvě, Rusko
- památník kosmonautů v Moskvě
- pojmenován byl po něm sovětský bombardovací letoun
- pojmenováno po něm bylo i sovětské výzkumné plavidlo Akademik Mstislav Keldyš
- byla po něm pojmenována planetka – viz Keldyš (planetka) (2186 Keldyš)
- jeho jméno nese i jeden z měsíčních kráterů – viz Keldyš (kráter)
- jeho jméno nese ruský Institut aplikované mechaniky a Institut aplikované matematiky Ruské akademie věd
- byla po něm pojmenována ulice v Rize, Moskvě a Žukovském
- byly vydány 2 poštovní známky s jeho portrétem (1 sovětská a 1 ruská)